# Lynette Scavo
Lynette Scavo (nata Lindquist) è un personaggio della serie televisiva Desperate Housewives.

## Caratteristiche
Lynette è una donna molto forte determinata e volitiva, persino dominante, cosa che spesso mette in difficoltà il marito Tom, che vede messo in crisi il proprio ruolo di capofamiglia. È una persona molto competitiva e ingegnosa, pertanto è spesso la mente del gruppo delle casalinghe. Lynette vive al 4355 di Wisteria Lane.
Nell'ambito lavorativo riesce a gestire con facilità il lavoro, da perfetta donna in carriera qual era sin da prima che si sposasse. Tuttavia, non è lo stesso per la casa e per i quattro (e successivamente cinque) turbolenti figli, che Lynette ha problemi a gestire, spesso tra mille difficoltà e rimorsi.

## Trama
Lynette nasce il 27 ottobre 1966, è la figlia primogenita di Stella Wingfield e ha due sorelle minori, Lydia e Lucy. Non si hanno informazioni certe su suo padre. L'infanzia e la gioventù di Lynette sono alquanto travagliate, in quanto la madre è una donna instabile, con seri problemi di alcolismo e che cambia partner di continuo, uno dei quali tuttavia Lynette ricorda con affetto, e si ritrova fin da piccola a sobbarcarsi tutte le responsabilità tipiche degli adulti, dalla gestione della casa alla cura delle sue sorelle.
Essendo per natura molto intraprendente e ambiziosa, Lynette si iscrive alla Northwestern University, dove conosce la sua amica di gioventù Renee Perry, che la ricorderà come una ragazza oltremodo spregiudicata a quei tempi.
Dopo la laurea, Lynette si trasferisce in un appartamento con Renee e viene assunta in un'azienda pubblicitaria, dove si afferma con successo. Qui conosce Tom Scavo, a quei tempi fidanzato con una sua collega, e tra i due avviene un colpo di fulmine. Nell'arco di poco più di un anno, Lynette e Tom si sposano e vanno a vivere a Fairview, dove acquistano casa a Wisteria Lane e hanno quattro figli: i gemelli Preston e Porter, Parker e la piccola Penny.

### Prima stagione
Lynette, un tempo pubblicitaria di successo, ha conosciuto suo marito Tom, del quale si rivelava essere più in gamba nel lavoro. In seguito al matrimonio, si dedica completamente alla casa e alla cura dei suoi figli, rimanendo spesso sola, per via dei continui viaggi di lavoro del marito. In un primo momento Lynette dissimula la sua frustrazione tenendosi impegnata con varie attività, ma arriva a sovraccaricare un cumulo di stress tale da avere visioni di Mary Alice Young, che le offriva la pistola con cui ella stessa si era suicidata. In seguito Lynette decide di prendere una baby-sitter, Claire, per i figli, ma la giovane ragazza scelta si dimostra un po' troppo attraente per Tom che le dedica più attenzioni del previsto, Lynette decide quindi di licenziarla.
In un secondo momento, Lynette vede una nuova minaccia nella vecchia fiamma di Tom, che ora affianca l'uomo al lavoro, e la sua gelosia induce Lynette a escogitare un espediente per far sì che la donna abbia una proposta lavorativa più allettante da un'altra azienda e Tom venga lasciato nella sua posizione. Tuttavia, la mossa di Lynette fa sì che si crei un disguido tra Tom e il suo capo, che in seguito al suo comportamento decide di licenziarlo in tronco. Tom, in collera con sua moglie, decide di rimanere a casa imponendo alla donna di tornare a lavorare. Lynette in fondo è ben lieta di tornare al lavoro, ambito in cui si sente davvero appagata, al contrario della vita casalinga di cui si sente schiava.

### Seconda stagione
Lynette ricomincia a lavorare all'agenzia pubblicitaria che aveva lasciato anni prima, mentre il marito sta a casa a vedersela con faccende e figli, benché sembri non riuscire a gestire tutto perfettamente. Il figlio Parker inizia a risentire dell'assenza di sua madre al punto che crea un'amica immaginaria, la signora Moleberry, e Lynette si ritrova a dover consultare una psicologa infantile. Tempo dopo, insospettita dai continui spostamenti di Tom, Lynette scopre che il marito si vede con una donna.
In collera, Lynette lascia il marito e tiene i figli con sé. Tom rivelerà alla moglie che in realtà non la sta tradendo, ma ha una figlia con quella donna, Nora Huntington, avuta prima di conoscere Lynette. Il nome della ragazzina è Kayla ed ha undici anni.

### Terza stagione
Poco dopo essere state presentata a Lynette, Nora e Kayla si trasferiscono a Fairview per stare più vicine a Tom. Tuttavia Nora interferisce continuamente con la vita di Tom e Lynette, rendendosi sempre più odiosa agli occhi della donna. La situazione fra le due donne si risolve tragicamente quando Nora viene uccisa durante un sequestro al supermercato da parte di Carolyn Bigsby, e la custodia di Kayla viene affidata agli Scavo. Lynette sceglierà di abbandonare il proprio lavoro ed aiutare il marito nella pizzeria che ha da poco aperto.
Tuttavia le cose fra Lynette e Tom continuano a peggiorare quando compare sulla scena Rick, il nuovo cuoco della pizzeria. Fra Lynette e Rick nasce subito una simpatia che si sarebbe spinta molto oltre, se Tom avvedutosi della cosa non avesse licenziato in tronco Rick. Lynette e Tom cominciano a litigare per ogni cosa arrivando ben presto in crisi. A peggiorare la situazione, si scopre che Lynette ha un linfoma. Non avendo abbastanza soldi per affrontare l'intervento, Tom è costretto a chiedere il sostegno di Stella, la madre di Lynette, a sua volta reduce della medesima malattia, che aveva perso ogni rapporto con la figlia da diverso tempo.

### Quarta stagione
Lynette deve affrontare le molte difficoltà che comporta la sua malattia. Inizialmente la donna tiene nascosta la cosa alle sue amiche, ma quando gli effetti della chemioterapia diventano troppo evidenti, è costretta a rivelare a tutti la verità. Nonostante tutto, la cura ha successo e Lynette guarisce, oltre a riconquistare un rapporto con la difficile madre. Intanto Rick torna nella vita di Lynette aprendo un ristorante accanto alla pizzeria degli Scavo per vendicarsi.
Una sera il locale di Rick prende fuoco e Lynette è convinta che sia stato il marito. La verità è che Kayla ha convinto i figli di Lynette ad appiccare l'incendio. Dopo essere stata punita, Kayla si procura delle bruciature e si rivolge all'assistenza sociale, sostenendo di essere picchiata da Lynette, che viene incarcerata. Ma dopo aver scoperto il tranello di Kayla, la bambina viene portata via dai nonni materni.

### Quinta stagione
Passano cinque anni. Gli Scavo hanno ancora problemi con la pizzeria e con i gemelli, ormai adolescenti. Tom ha una crisi di mezza età e così compra un'auto d'epoca, vorrebbe comprare un camper e crea una rock band con gli uomini di Wisteria Lane. Lynette scopre inoltre che Porter ha una relazione con Anne Schilling, una donna sposata. Lei confida al ragazzo di essere incinta e lo convince a pianificare di scappare insieme. Successivamente Lynette si confronta con Anne, ma il violento marito della donna, Warren, le sente, e dopo che Lynette se ne va, picchia la moglie; Lynette rientra a casa Schilling per difendere la donna e con un aiuto economico manda via Anne, che parte a bordo di un autobus, dopo aver confessato inoltre a Lynette di non essere mai stata incinta.
La band di Tom suona nel locale di Warren per una sfida fra bande rock, ma Porter e Warren si scontrano, e poco dopo il locale va a fuoco. La colpa ricade su Porter, anche grazie a Dave (il vero colpevole), e i genitori devono vendere la pizzeria per risanare le spese. Lynette trova in seguito un nuovo lavoro come assistente di Carlos insieme ad una ex dell'uomo molto esuberante, che successivamente verrà licenziata per aver scacciato le figlie di Carlos pensando che fossero della donna delle pulizie messicana. La quinta stagione finisce con Lynette che scopre di essere incinta di due gemelli.

### Sesta stagione
Iniziano i problemi per Lynette. Lei ammette esplicitamente di non amare questi figli come ha amato tutti gli altri, e che quando avranno finito il college lei avrà superato i 60 anni. Nascono quindi varie complicazioni con Tom, che le proibisce di parlare così. Conosce la nuova casalinga Angie Bolen, trovandola anche molto simpatica. Carlos la promuove vicepresidente al posto di una collega incinta e lei così tiene nascosta la gravidanza. Carlos scopre che Lynette è incinta e la licenzia. Lynette quindi viene in contrasto con Gabrielle, perché non si è fidata di lei tenendole nascosta la gravidanza. Lynette ricorre ad un avvocato per fare causa a Carlos, ma nel frattempo Gabrielle ha convinto il marito a perdonarla. Quando l'avvocato si presenta dai Solis, Gabrielle litiga furiosamente con l'amica e rifiuta di vederla. Lei si scusa durante il concerto di Natale, ma le due finiscono per venire alle mani, facendo cadere Bree dal palco. Pochi minuti dopo però, un aereo si schianta su Wisteria Lane e Lynette si getta a proteggere Celia Solis, sulla traiettoria dell'aereo, mettendo a rischio la gravidanza nella caduta. Ricoverata in ospedale, viene informata che va operata perché uno dei gemelli potrebbe riportare dei danni cerebrali o fisici e così Lynette pensa alla sua vita con un figlio disabile, immaginandolo alla fine laureato in legge che la ringrazia per ciò che ha fatto per lui. Al suo risveglio dopo l'operazione però, Tom le dice che ha perso il bambino. Dopo il dramma della festa di Natale e dopo essere andata in cura da una psicoterapeuta, Lynette accoglie in casa la futura nuora: Irina Kosokov, una bella ragazza russa che sembra interessata a Preston non per vero amore, ma per denaro. Dopo molti diverbi con lei, Lynette viene poi a conoscenza del fatto che Irina era già stata sposata con due uomini e che era scappata dopo averli derubati. Preston decide di annullare il matrimonio e caccia di casa la ragazza. Questa accetta un passaggio in macchina da Eddie, amico fidato della famiglia Scavo. Dopo una chiacchierata, si scopre che Eddie è il famoso "strangolatore di Fairview" che ha ucciso molte giovani donne. In un episodio si scopre di come Eddie ha avuto a che fare con ogni casalinga e di come Eddie è stato poi scoperto dalla madre alcolizzata, che viene strangolata a sua volta. Lynette accoglie il giovane in casa sua per sottrarlo alla sua vita con una madre snaturata, ma ben presto comincia a dubitare di lui. Un giorno scopre poi la vera identità di Eddie e viene presa in ostaggio a casa del ragazzo. Durante l'ultimo episodio, Lynette partorisce in casa di Eddie, che la aiuta a far nascere la bimba. Dopo una discussione riguardo al suo futuro, Eddie si arrende e chiede a Lynette di chiamare la polizia in modo da scontare la sua pena.

### Settima stagione
Nella settima stagione Lynette si prepara a dare il benvenuto alla sua amica del college Renee Perry, ora ricca moglie di un famoso quarterback degli Yankees. Non appena arriva però, Renée comincia a criticare la vita di Lynette sminuendola, portando così la donna a cacciare l'amica di casa. Successivamente Renée spiegherà a Lynette che il marito le ha chiesto il divorzio e che non ha nessuno nella vita. Dopo questo chiarimento, Renée decide di acquistare la vecchia casa di Edie Britt trasferendosi così a Wisteria Lane. L'unico che sembra scontento di questa decisione è Tom, il quale teme che Renée possa raccontare a Lynette una verità riguardante il passato. Con il passare del tempo, Lynette e Renée si troveranno spesso a discutere e litigare, salvo poi riappacificarsi fino a decidere di aprire una società di design insieme. Proprio durante un pranzo d'affari, una Renée divorata dai sensi di colpa confida all'amica di essere stata a letto con Tom la sera prima che Lynette accettasse di sposarlo. Questo porta Lynette a fare continui dispetti infantili al marito come scucirgli il completo preferito, cospargere le scale di burro d'arachidi e preparargli torte con potenti lassativi, fino alla lite finale che porterà tutti e tre a riappacificarsi. Ma l'amicizia con Renée non è l'unica ad entrare in crisi per Lynette: dopo essere diventata una designer, la donna assume l'amica Susan come baby sitter della piccola Paige. Ma vedere la migliore amica come capo fa sentire a disagio Susan, la quale per salvare l'amicizia decide di licenziarsi. Successivamente, Tom ottiene un lavoro che gli permette di guadagnare molto di più di quanto guadagnasse a lavorare per Carlos Solis. Diventare ricco però trasforma Tom in un uomo avido d'amore, capace di pensare solo ai soldi in una scalata al successo senza fine. Lynette comincia così a sentirsi solo l'accompagnatrice e non la compagna di Tom. Dopo una lunga crisi, la coppia decide di separarsi. Carlos uccide Alejandro, il patrigno dei Gabrielle che la molestava da bambina, per tanto lei e le sue amiche nascondono il cadavere.

### Ottava stagione
Dopo la separazione Tom inizia a frequentare un'altra donna, Jane, e Lynette cerca diverse volte di mettersi in mezzo fra loro. Chuck Vance, l'ex regazzo di Bree e detective di polizia, inizia a indagare sulle casalinghe riguardo alla scomparsa di Alejandro, inoltre viene rivelato che una persona misteriosa ha inviato a Bree un biglietto minatorio riguardo al crimine comesso. Lynette, Susan e Gabrielle decidono di isolare Bree a causa dei segreti che ha mantenuto riguardo Chuck e il biglietto, Bree dice di averlo fatto per proteggerle, ma Lynette l'accusa di essere egoista e che ha fatto tutto ciò solo per tenere le sue amiche sotto controllo. In seguito Chuck muore, investito da un'auto, e si scopre che il guidatore era l'ex marito di Bree, Orson, infatti è stato lui a inviare quel biglietto a Bree per isolarla dalle sue amiche per riconquistarla, ma quando il piano viene a galla Lynette e le altre si riappacificano con Bree. Lynette capisce che il suo modo di relazionarsi con gli uomini, troppo prepotente e incline al controllo, ha distrutto il suo matrimonio con Tom, e dunque decide di cambiare iniziando a frequentare altri uomini, ma quando il marito di Susan, Mike, muore capisce di voler ritornare con Tom. Julie, la figlia di Susan, rimane incinta di Porter e dunque Lynette e Susan cercano di aiutare i loro figli come possono. Lynette inizia a frequentare il capo di Tom per convincerlo a fare dei turni straordinari sul lavoro, così da rovinare il suo rapporto con Jane, ma alla fine decide di chiudere con lui, cosa che non prende bene, infatti parlando con Tom inizia a insultare Lynette, e Tom lo prende a pugni finendo con l'essere licenziato. Tom lascia Jane capendo di essere ancora innamorato di Lynette. Il caso della morte di Alejandro si ripercuote su Bree a causa di Orson che ha spedito il materiale da lui raccolto su Alejandro alla polizia, Lynette e le sue amiche cercano di essere di appoggio a Bree, ma alla fine Karen McClusky decide di assumersi la colpa di tutto visto che ormai sta morendo di cancro, in questo modo il caso si chiude. Tom e Lynette tornano insieme dopo che Tom le esprime tutto il suo amore. Katherine Mayfair ritorna a far visita alle amiche e propone a Lynette di lavorare con lei come direttore della filiale di New York dell'attività di successo che ha messo in piedi, inizialmente decide di rifiutare ma poi accetta, Tom si arrabbia con lei per via del fatto che non è mai soddisfatta e che non sa mai quello che vuole, cosa che ha quasi distrutto il loro matrimonio, ma Lynette capisce che non ha mai trovato quello che desidera perché ce lo ha già, ed è il suo amore; dopo ciò Tom dice alla moglie che la seguirà a New York. Nel finale della serie lei, Tom e Susan diventano nonni della nipotina concepita da Julie, Lynette e Tom si trasferiscono a New York dove la donna dirigerà l'azienda di Katherine e dove si prenderà cura dei suoi molti nipoti.